# Franklin (contea di Sussex, New Jersey)
Franklin è un comune (borough) degli Stati Uniti d'America, situato nello stato del New Jersey, nella contea di Sussex.